# José Hernán Sánchez Porras
José Hernán Sánchez Porras, né le 31 mars 1944 à Palmira dans l'état de Táchira, et mort le 13 octobre 2014 à Caracas, est un évêque vénézuélien, ordinaire militaire pour le Venezuela de 2001 à sa mort.

## Biographie
Après avoir étudié au séminaire de San Cristóbal, il est ordonné prêtre le 25 juin 1967. À partir de 1970, il est aumônier militaire, avec le grade de lieutenant, puis de colonel (1994). En 1981, il est nommé Chapelain de Sa Sainteté par le pape Jean-Paul II.
De 1996 à 2001, il est secrétaire général de la Conférence épiscopale vénézuélienne. 
Nommé ordinaire militaire pour le Venezuela le 13 décembre 2000, il est consacré évêque le 16 février 2001 par Tulio Manuel Chirivella Varela (es), archevêque de Barquisimeto.

### Mort
Il meurt le 13 octobre 2014 d'un arrêt respiratoire consécutif à une pneumonie. Le lendemain, il est élevé, à titre posthume, au grade de général de brigade par le président de la République et commandant en chef des Forces armées vénézuéliennes, Nicolás Maduro.

## Famille
Il est le cousin de Baltazar Porras Cardozo, archevêque de Mérida.